# Tsingtau (Schiff, 1934)
Die Tsingtau war ein Schnellbootbegleitschiff der deutschen Reichsmarine bzw. Kriegsmarine, das im Zweiten Weltkrieg zum Einsatz kam.

## Bau und Technische Daten
Die Reichs- bzw. Kriegsmarine benötigte für ihre ab 1930 in Dienst gestellten Schnellboote entsprechend ausgerüstete Begleitschiffe. Spezialschiffe waren notwendig, denn jede Flottille brauchte ein Begleitschiff, das den Bootsbesatzungen als Unterkunft und den Booten als Kraftstoff-, Munitions-, Frischwasser- und Verpflegungsdepot dienen konnte. Zunächst behalf man sich mit der Nordsee, einem umgebauten Verkehrsdampfer für den Inseldienst nach Helgoland, der aber wegen seines Alters und seiner geringen Geschwindigkeit keine Ideallösung war und auch nicht zu diesem Zweck gebaut worden war. Die Reichsmarine orderte daher 1933 als ersten S-Boot-Tender die Tsingtau. Sie war in vielerlei Hinsicht dem etwa gleichzeitig gebauten U-Boot-Begleitschiff Saar ähnlich und war kleiner als die nach ihr gebauten S-Boot-Begleitschiffe Carl Peters und Adolf Lüderitz.
Das Schiff wurde 1933 als Ersatz für die veraltete Nordsee als Flottentender bei Blohm & Voss in Hamburg in Auftrag gegeben, lief dort am 6. Juni 1934 vom Stapel, und wurde am 24. September 1934 in Dienst gestellt. Es war 87,46 Meter lang (Wasserlinie 85,00 m) und 13,5 m breit, hatte 4,01 m Tiefgang und verdrängte 1980 Tonnen (standard) bzw. 2490 t (maximal). Zwei Viertakt-Diesel von MAN mit zusammen 4.100 PS gaben ihr eine Höchstgeschwindigkeit von 17,5 Knoten. Der Aktionsradius betrug 8.500 Seemeilen bei 15 kn Marschgeschwindigkeit.  Das Schiff war mit zwei 8,8-cm L/45 Geschützen und vier (ab Februar 1940 acht) 2-cm-Fla-Maschinenkanonen bewaffnet. Die Besatzung zählte 149 Mann; als Schulschiff hatte die Tsingtau bis zu 102 Mann zusätzlich an Bord.

## Geschichte
Nach Beendigung der Probefahrten diente die Tsingtau vom 3. November 1934 bis zum Februar 1940 als Begleitschiff der 1. Schnellboothalbflottille mit den ersten sechs seit 1932 gebauten neuen S-Booten. Als am 12. Juni 1935 das Boot S 9 hinzukam, wurde diese in 1. Schnellboot-Flottille umbenannt. Mit der Indienststellung weiterer Boote wurde am 1. August 1938 die 2. Schnellboot-Flottille mit dem Begleitschiff Tanga aufgestellt. Beide Flottillen wurden vom Führer der Torpedoboote (FdT) befehligt, der wiederum dem Befehlshaber der Aufklärungsstreitkräfte (BdA) unterstand.
Beim Überfall auf Polen im September 1939 war die Tsingtau mit sechs Booten der 1. Schnellboot-Flottille beteiligt. Am 6. Januar 1940 wurde sie als Begleitschiff der 1. Schnellboot-Flottille durch die neue Carl Peters abgelöst, und ab Mitte Februar 1940 diente sie, mit nunmehr acht 2-cm-Fla-Kanonen, als Flak-Schulschiff.
Während des Unternehmens „Weserübung“ brachte die Tsingtau als Begleitschiff der 2. Schnellboot-Flottille und somit als Teil der „Kriegsschiffgruppe 4“ Heerestruppen und Soldaten einer Marineartillerie-Kompanie nach Kristiansand in Norwegen, um den dortigen Hafen zu besetzen. Danach blieben sie und die Schnellboote zunächst in Norwegen, um Patrouillendienst in den Fjorden durchzuführen.
Ende April kehrte das Schiff mit seiner S-Boot-Flottille nach Deutschland zurück, wo es von Mai bis Juli als Kadettenschulschiff bei der Inspektion des Ausbildungswesens und danach bis Mitte August als Zielschiff für die 1. Torpedobootsflottille diente. Am 21. August 1940 verlegte die Tsingtau als Begleitschiff für die dort stationierten Schnellboote nach Rotterdam. Ab Oktober 1940 war sie Begleitschiff der 4. Schnellboot-Flottille.
1941 wurde die Tsingtau in die Ostsee verlegt, wo sie bis zum April 1944 verschiedenen Flottillen als Begleitschiff diente – erst der 5., ab 15. Februar 1942 der 6., dann der 7., und im Juni/Juli 1942 der 8. Schnellboot-Flottille. Dann wurde sie von Juli 1942 bis April 1943 dem Führer der Schnellboote (F.d.S.) direkt unterstellt. Im April 1943 wurde sie der 9. Schnellboot-Flottille zugeteilt, die im Ärmelkanal operierte.
Als im April 1944 die 2. Schnellboot-Schulflottille bei der Schnellboot-Lehrdivision aufgestellt wurde, kam die Tsingtau als Begleitschiff zur 2. Schnellboot-Schulflottille. Sie verblieb bis Kriegsende dort, stand allerdings auch dem Führer der Schnellboote während dieser Zeit mehrfach zur Verfügung.
Gegen Kriegsende folgten zahlreiche Einsätze in der Ostsee, um möglichst viele Menschen aus Ost- und Westpreußen in den Westen zu bringen. In der Nacht zum 5. Mai 1945 evakuierten die Tsingtau und ihre Schnellboote vom Torpedowaffenplatz Gotenhafen-Hexengrund in der Danziger Bucht 3.500 Menschen. Am 8. Mai gehörte die Tsingtau zum allerletzten Geleitzug, der nochmals Soldaten aus dem Kurland-Kessel evakuierte. Beim Einlaufen in den Hafen von Libau wurde sie von deutschen Panzern beschossen, da niemand dort noch an das Erscheinen deutscher Schiffe zur Evakuierung glaubte. Am 8. Mai 1945 gegen 21.30 Uhr, nur wenige Stunden vor dem offiziellen Kriegsende, verließ das letzte Geleit Libau, wobei insgesamt etwa 15.000 Menschen nach Westen gebracht wurden. Allein auf der Tsingtau waren zwischen 2.000 und 3.000 Verwundete untergebracht. Ein unterwegs eingegangener Befehl zum Einlaufen in das sowjetisch besetzte Kolberg wurde ignoriert und am 11. oder 12. Mai lief der Geleitzug mit der Tsingtau in Kiel ein.

## Ende
Nach Kriegsende wurde die Tsingtau am 12. Mai 1945 britische Kriegsbeute. Bis 1947 diente sie unter britischem Befehl beim Deutschen Minenräumdienst, als Tender für die 4. Minenräumdivision.
Im Februar 1950 wurde das Schiff nach England gebracht und bei Clayton & Davie in Dunston am Tyne (Northumberland) abgewrackt.